# روباه پرنده کوچک
روباه پرنده کوچک (نام علمی: Pteropus hypomelanus) نام یک گونه از سرده روباه پرنده است.